# Каплун, Эвелин
Эвелин Каплун — израильская киноактриса.

## Биография
Родилась в 1971 году в Ленинграде. В 1987 году поступила на актёрские курсы.
В 1990 году репатиировалась в Израиль. В 1997 году впервые сыграла в израильском кино. Фильм «Афула Экспресс», в котором она сыграла, получил шесть призов «Офир» (израильский «Оскар») и приз Волджина за лучший полнометражный израильский фильм на Иерусалимском кинофестивале. В том же году вышла замуж за режиссёра Арика Каплуна, также выходца из Советского Союза.
В 1999 году снялась в фильме «Друзья Яны», режиссёром которого был её муж, Арик Каплун. Эвелин получила сыграла заглавную роль Яны, молодой репатриантки из СССР, прибывшей в Израиль во время Войны в Персидском заливе. Фильм был удостоен десяти призов «Офир», «Хрустального глобуса» — главного приза МКФ в Карловых Варах, — а также главных призов Иерусалимского кинофестиваля и фестиваля «Синеманила» (Филиппины). Эвелин получила приз «Офир» и призы в Карловых Варах и на Филиппинах как лучшая исполнительница главной женской роли.
В 2000 году вместе с мужем переехала в Лос-Анджелес, где изучала киномонтаж и потом работала по этой специальности. В 2004 году семья Каплунов вернулась в Израиль. Эвелин снова начала сниматься в кино: сначала в ленте «Сирийская невеста», затем в телесериале «Криминальный корреспондент». В 2005 году в фильме «Эта прекрасная страна» сыграла главную роль проститутки. Фильм завоевал четыре приза «Офир» и приз Волджина на Иерусалимском кинофестивале, а Каплун номинировалась на свой второй «Офир». Ещё раз она номинировалась на этот приз год спустя за исполнение женской роли второго плана, Розики в фильме «Письма в Америку».
С 2006 года снимается и работает помощником монтажёра в сериале «Восьмёрка», выпускаемом Детским каналом израильского кабельного телевидения.

## Фильмография
- 1997 — Афула Экспресс — Наташа
- 1999 — Друзья Яны — Яна
- 2004 — Сирийская невеста — Эвелина
- 2005 — Криминальный корреспондент (телесериал)
- 2005 — Эта прекрасная страна — Жанна
- 2005 — Письма в Америку — Розика
- 2006—2007 — Восьмёрка (телесериал)
- 2007 — Безбожница — Ирена
- 2007 — Мафтир — Света
- 2010 — Внутренняя грамматика — Эдна